# Francis Caulfeild, II conde de Charlemont
Francis Caulfeild, II conde de Charlemont (3 de enero de 1775 - 26 de diciembre de 1863), titulado Vizconde Caulfeild hasta 1799, fue un noble y político irlandés.
Nació como el hijo mayor de James Caulfeild, I conde de Charlemont, y su esposa Mary Hickman, hija de Thomas Hickman del Condado de Clare.
En 1798, Caulfeild se postuló para Charlemont y el Condado de Armagh. Representó a esta última circunscripción en la Cámara de los Comunes irlandesa hasta 1799, cuando se convirtió en Conde de Charlemont tras la muerte de su padre. El 12 de diciembre de 1806, fue elegido como par representante irlandés y asumió su asiento en la Cámara de los Lores. Fue nombrado Caballero de la Orden de San Patricio el 19 de octubre de 1831. En 1837 fue creado Barón Charlemont en la Nobleza del Reino Unido, lo que le otorgó a él y a sus descendientes un asiento automático en la Cámara de los Lores. Fue Lord Teniente de Tyrone desde 1839, y fue miembro del Consejo Privado de Irlanda.

## Familia
La Condesa de Charlemont, Anne, y su hijo mayor, James. Pintura de Thomas Lawrence, alrededor de 1805.El 9 de febrero de 1802, se casó con Anne Bermingham (circa 1780 - 23 de noviembre de 1876), hija de William Bermingham. Tuvieron dos hijos y dos hijas.
- James William (agosto de 1803 - 13 de enero de 1823) - Utilizó el título cortesano de Vizconde Caulfeild. Ingresó en Christ Church, Universidad de Oxford, el 25 de abril de 1822, pero murió en Francia nueve meses después, permaneciendo soltero.
- William Francis (1805 - 1807).
- Maria Melosina (enero de 1807 - 4 de marzo de 1827).
- Emily Charlotte (1808 - 10 de octubre de 1829).

Se casó con Anne, la hija y coheredera de William Bermingham de Ross Hill, Condado de Galway y Mary Rutledge. Murió en su residencia, Marino House en Clontarf, Dublín. Sus cuatro hijos fallecieron antes que él, y fue sucedido en su patrimonio y título por su sobrino, James Molyneux Caulfeild.